# Шумерлинський міський округ
Шу́мерлинський міський округ (рос. Шумерлинский городской округ) — адміністративна одиниця Чувашії Російської Федерації.
Адміністративний центр та єдиний населений пункт — місто Шумерля.

## Населення
Населення округу становить 28647 осіб (2019, 31722 у 2010, 36239 у 2002).